# KitchenAid
KitchenAid est une marque américaine de robot de cuisine, et petits électroménagers (PEM) de cuisine (blender, robot petrin, grille-pain, mixeur, bouilloire…) et de gros électroménager (GEM).
Créée par Hobart Corporation (en) en 1919, elle appartient à la Whirlpool Corporation.

## Histoire

Le premier robot de cuisine KitchenAid, inventé en 1919.

Hobart Corporation est une entreprise américaine fondée en 1897 et spécialisée dans la fabrication de matériel professionnel pour la restauration (machines à coudre, moteurs électriques). À l’occasion du 50e anniversaire de l’entreprise, Herbert Johnson (le président) décide d’inventer un robot culinaire qui permettrait aux femmes d'effectuer les travaux domestiques plus facilement. Cet appareil deviendra le premier robot de cuisine KitchenAid. Le prototype est exposé au concours agricole et industriel organisé à Chicago en novembre 1919.
Le robot de cuisine KitchenAid est commercialisé en 1921, et devient un succès au point que la marque est rebaptisée KitchenAid. Le nom « KitchenAid » a été donné par l'actrice Hilda Clark qui disait : « It's the best kitchen aid I've ever had! » (« C’est le meilleur aide-cuisine que j’ai jamais eu ! »).
Au début des années 1930, des nouveaux modèles sont créés avec le concours du designer Egmont Arens. En 1939, Hobart Corporation introduit des améliorations sur le robot de cuisine original afin d'augmenter sa capacité à moudre les aliments.
En 1948, le robot de cuisine KitchenAid est disponible pour la première fois en couleur, avec une version rouge et jaune qui devient rapidement populaire.
En 1956, les robots de cuisine sont disponibles en noir et blanc sur demande spéciale. Les robots de cuisine KitchenAid sont vendus dans plusieurs pays au début des années 1960. Les produits sont distribués par l’intermédiaire d'un réseau de magasins spécialisés (« électroménager »).
En 1961, le robot de cuisine KitchenAid est disponible en vert pistache pour la première fois.
En 1968, les robots de cuisine sont disponibles en rouge et bleu sur demande spéciale. En 1969, la production des robots de cuisine KitchenAid déménage dans une nouvelle usine à Greenville (Ohio), et devient l'un des plus grands fabricants du monde de petits appareils électroménagers.
Les robots Kitchen Aid deviennent disponibles en France en 1994. Aujourd’hui, les produits sont distribués par l’intermédiaire d'un réseau de magasins spécialisés (« électroménager »).